# Karl Neuner
Karl Neuner (ur. 16 stycznia 1902 w Garmisch-Partenkirchen, zm. 20 marca 1949 tamże) – niemiecki kombinator norweski. Jego bratem był Martin, skoczek narciarski.
Uczestniczył w Zimowych Igrzyskach Olimpijskich 1928 w kombinacji norweskiej. W biegu na 18 kilometrów zajął 22. miejsce z czasem 2-04:25, jednak nie wystąpił w skokach narciarskich, przez co nie został sklasyfikowany.
W 1924 był mistrzem Niemiec w kombinacji norweskiej. Na igrzyskach w Sankt Moritz był chorążym reprezentacji podczas ceremonii otwarcia igrzysk, a na Zimowych Igrzyskach Olimpijskich 1936 był członkiem komisji planowania (był odpowiedzialny za trasy biegowe). Podobnie jak brat, zarabiał na życie jako myśliwy.